# Suctobelbella biarcuata
Suctobelbella biarcuata är en kvalsterart som beskrevs av Hammer 1979. Suctobelbella biarcuata ingår i släktet Suctobelbella och familjen Suctobelbidae. Inga underarter finns listade i Catalogue of Life.